# 岡崎井田駅
岡崎井田駅（おかざきいだえき）は、かつて愛知県岡崎市井田町にあった、名鉄挙母線、岡崎市内線の駅。
挙母線、岡崎市内線の起終点駅であった。しかし、挙母線の岡崎井田 - 大樹寺は軌道線の岡崎市内線の路面電車が乗り入れていたこともあり、挙母線と岡崎市内線の実質の接続駅は大樹寺駅であった。このこともあり、岡崎市内線廃止時に廃駅となっている。

## 歴史
- 1923年（大正12年）9月8日：岡崎電気軌道が康生町 - 当駅間を延伸した際に開業。
- 1924年（大正13年）12月27日：当駅 - 大樹寺 - 門立間開業に伴い中間駅となる。
- 1929年（昭和4年）12月18日：大樹寺 - 門立間の架線電圧を600Vから1500Vに昇圧。当駅 - 大樹寺は600Vのままとなり、この区間は市内線の一部と化する。
- 1948年（昭和23年）11月1日以前：無人化[1]。
- 1955年（昭和30年）8月28日：交換設備が設置される。
- 1962年（昭和37年）6月17日：岡崎市内線、および実質同線の一部であった挙母線の当駅 - 大樹寺間の廃止に伴い廃駅となる。

## 駅構造
- 1面1線であったが、1955年に交換設備が設置され、 相対式2面2線のホームとなる。ただし道路との併用軌道上で、安全地帯は設けられなかった。
- 岡崎井田 - 大樹寺間は岡崎市内線と同一であり、直流600V区間であった。

## 利用状況
『愛知県統計書』『愛知県統計年鑑』『岡崎市史』等によると、年間および一日平均の乗車人員、乗降人員の推移は以下の通りである。
| 年                 | 年間統計 | 年間統計 | 一日平均 | 一日平均 | 備考                            |
| 年                 | 乗車人員 | 乗降人員 | 乗車人員 | 乗降人員 | 備考                            |
| ------------------ | -------- | -------- | -------- | -------- | ------------------------------- |
| 1949（昭和24）年度 | 94,000   | 189,000  | *258     | *518     | 期間は1949年5月 - 1950年4月末   |
| 1950（昭和25）年度 | 95,000   | 210,000  | *260     | *575     | 期間は1949年11月 - 1950年10月末 |
| 1951（昭和26）年度 | 94,000   | 202,000  | *257     | *552     | [ 4 ]                           |
| 1952（昭和27）年度 | 29,000   | 58,000   | 159      | 313      | [ 5 ]                           |
| 1953（昭和28）年度 | 2,000    | 3,000    | 5        | 8        | [ 6 ]                           |
| 1954（昭和29）年度 | 11,000   | 22,000   | 30       | 60       | [ 7 ]                           |
| 1955（昭和30）年度 | 15,000   | 30,000   | 40       | 80       | [ 8 ]                           |

斜体の値は千人単位（千人未満四捨五入）
* 千人単位からの概算値

## 隣の駅
名古屋鉄道
挙母線
大樹寺駅 - 岡崎井田駅
岡崎市内線
岡崎井田駅 - 伊賀町駅